# DS Tucanae
Désignations
DS Tucanae (HD 222259) est un système stellaire et planétaire faisant partie de l'association Toucan-Horloge visible de l'hémisphère sud.

## Situation et âge
Partie de l'association Toucan-Horloge, l'âge de DS Tucanae est estimée à environ 45 millions d'années. 

## Structure et membres
Le système est constitué de deux étoiles et d'une planète. L'objet primaire, DS Tucanae Aa, est une étoile naine jaune de type spectral G6V. La planète, DS Tucanae Ab, orbite autour de cette étoile, elle est redécouverte par le satellite TESS (d'où le nom TOI 200 Ab). L'étoile compagne, DS Tucanae B, est une naine orange de type spectral K5V.